# Monte Cotuse
O monte Cotuse (em armênio: Կոտուց; romaniz.: Kotuc’) é uma montanha da província de Ararate, na Armênia, das montanhas Eranos, um dos ramos das montanhas Guelama, entre os cursos dos rios Cosrove e Cotuse. Sua altitude é de 2 061,5 metros. As encostas são íngremes, de 35 a 55°, cobertas por vegetação esparsa. É relativamente fácil de superar do lado nordeste.